# Seznam leteckých společností Španělska
Toto je seznam leteckých společností Španělska. Seznam zahrnuje pouze letecké společnosti, které mají osvědčení leteckého provozovatele vydané Úřadem pro civilní letectví Španělska.

## Stálé letecké společnosti
| Letecká společnost       | Obrázek | IATA | ICAO | Volací značka | Zahájení činnosti | Poznámky |
| ------------------------ | ------- | ---- | ---- | ------------- | ----------------- | --- |
| Air Europa Express       |         | UX   | OVA  | Aeronova      | 1996/2016         | Na začátku roku 2016 koupila Air Europa Aeronovu jako nízkonákladovou dceřinou společnost a přejmenovala ji na Air Europa Express (neplést s již zrušenou Air Europa Express). |
| Air Europa               |         | UX   | AEA  | EUROPA        | 1986              | |
| Air Nostrum              |         | YW   | ANE  | NOSTRUM AIR   | 1994              | Regionální franšíza Iberie. |
| AlbaStar                 |         | JQ   | LAV  |               | 2010              | |
| Binter Canarias          |         | NT   | IBB  | BINTER/CANAIR | 1989              | |
| Canaryfly                |         | PM   | CNF  |               | 2010              | |
| Iberia                   |         | IB   | IBE  | IBERIA        | 1927              | Národní dopravce. |
| Iberia Express           |         | I2   | IBS  | IBERIAEXPRES  | 2012              | Nízkonákladová pobočka Iberie. |
| LEVEL                    |         | IB   | IBE  | LEVEL         | 2017              | |
| Plus Ultra Líneas Aéreas |         | PU   | PUE  | SPANISH       | 2012              | |
| Volotea                  |         | V7   | VOE  | VOLOTEA       | 2012              | |
| Vueling                  |         | VY   | VLG  | VUELING       | 2004              | |
| Wamos Air                |         | EB   | PLM  | PULMANTUR     | 2003              | Dříve nazývaný Pullmantur Air. |
| World2fly                |         | 2W   | WFL  | BLUE WORLD    | 2019              | |

## Charterové letecké společnosti
| Letecká společnost       | Obrázek | IATA | ICAO | Volací značka | Zahájení činnosti | Poznámky |
| ------------------------ | ------- | ---- | ---- | ------------- | ----------------- | -------- |
| Air Andorra              |         |      |      |               |                   |          |
| Evelop Airlines          |         | E9   | EVE  | EVELOP        | 2013              |          |
| Executive Airlines       |         |      | EXU  | SACAIR        |                   |          |
| Gestair                  |         | GP   | GES  | GESTAIR       | 1977              |          |
| Gowair Vacation Airlines |         | G6   | GWR  | LEMON         | 2017              |          |
| Helicópteros del Sureste |         |      |      |               |                   |          |
| Ibertrans Aérea          |         |      | IBT  | IBERTRANS     | 1991              |          |
| Inaer                    |         | UV   | INR  |               | 1965              |          |
| Mayoral Executive Jet    |         |      | MYO  | MAYORAL       | 1985              |          |
| Privilege Style          |         |      | PVG  | PRIVILEGE     | 2003              |          |
| Swiftair                 |         | W3   | SWT  | SWIFT         | 1986              |          |
| Taxijet                  |         |      |      |               |                   |          |

## Nákladní letecké společnosti
| Letecká společnost | Obrázek | IATA | ICAO | Volací značka | Zahájení činnosti | Poznámky |
| ------------------ | ------- | ---- | ---- | ------------- | ----------------- | -------- |
| Cygnus Air         |         |      | RGN  |               | 2013              |          |